# Giocatore
Il giocatore, al femminile giocatrice, è il partecipante a un gioco, come dedizione momentanea o come praticante assiduo. Nella maggioranza dei casi sono presenti almeno due giocatori, ma in alcuni tipi di gioco (come i solitari) ve ne è soltanto uno. Negli sport il termine indica l'atleta che partecipa come singolo o come appartenente a una squadra. Nell'ambito dei videogiochi si usa anche il termine videogiocatore.

## Concetto di giocatore nelle competizioni
Un giocatore può competere individualmente oppure insieme ad altre persone, formando un gruppo: i risultati ottenuti dallo stesso sono collettivi. È proclamato vincitore il partecipante che riporta il miglior punteggio: in caso di parità, sono talvolta previsti criteri discriminanti (per esempio lo spareggio). Il concetto non è diffuso universalmente: in Giappone, ad esempio, un pareggio è considerato una vittoria per entrambi i partecipanti, mentre esistono giochi che prevedono vincitori multipli. Alcuni giochi da tavolo prevedono la possibilità di vincitori multipli, per esempio Cosmic Encounter o Bang, mentre altri sono cooperativi e i giocatori devono vincere collettivamente il gioco, per esempio in Shadows over Camelot.
I giocatori possono essere umani o essere gestiti da un'intelligenza artificiale. In quest'ultimo caso ai giocatori "controllati dal computer" vengono normalmente date le stesse opzioni di gioco di un giocatore umano ed un livello di abilità predeterminato dai programmatori e vincolato dalle limitazioni della detta intelligenza artificiale.
Ci sono delle controversie su cosa costituisce un giocatore, specialmente in situazioni computerizzate. Ad esempio, il master di un gioco di ruolo potrebbe non essere considerato un giocatore, o in un videogioco il computer potrebbe essere considerato giocatore, moderatore o semplicemente medium del gioco.

## Numero di giocatori
Il numero di giocatori, o partecipanti, ad un gioco cambia notevolmente in base alla natura di esso. A titolo d'esempio mentre i giochi di carte o i giochi da tavolo hanno dai 2 agli 8 giocatori (per ragioni logistiche), ai videogiochi di ruolo online possono partecipare anche migliaia di giocatori contemporaneamente. Alcune fonti ritengono che la popolarità del Poker stia proprio nel numero di giocatori, in quanto come possono partecipare due persone possono parteciparne dieci.
Di seguito sono riportati alcuni giochi che vengono fatti adattare al numero di giocatori:
- Gin rummy: quando partecipano tre persone, due di loro si affrontano mentre il terzo attende. Generalmente il vincitore del primo giro rimane in gioco, mentre il perdente rientra in un altro momento.
- Puerto Rico: il numero di pedine e strutture varia in base al numero di partecipanti.
- Il poker e altri giochi d'azzardo si adattano al numero di partecipanti variando il numero di carte del mazzo.
- I giochi di ruolo possono facilmente essere adattati al numero di giocatori, limitati solo dalla volontà del master. In genere si ritiene che il numero migliore di giocatori sia da quattro a sei (sebbene questo dipenda dal master).